# 162 a. C.
El año 162 a. C. fue un año del calendario romano prejuliano. En el Imperio romano, fue conocido como el año 592 Ab Urbe condita.

## Acontecimientos

### Por lugar

#### Imperio seléucida
- Los macabeos, bajo el liderazgo de Judas Macabeo, continúan su lucha contra los seléucidas y persiguen la facción helenizante en Judea.
- Fuerzas seléucidas aún controlan el Acra, una plaza fuerte dentro de Jerusalén que está frente al Monte del Templo. Judas Macabeo asedia la fortaleza y, en respuesta, el general seléucida, y regente del joven rey seléucida Antíoco V Eupátor, Lisias, se acerca a Jerusalén y asedia Beth-zechariah, a 25 kilómetros de la ciudad. Judas levanta su propio asedio en el Acra, y dirige su ejército al sur, a Beth-zechariah. En la posterior batalla, los seléucidas logran su primera gran victoria contra los macabeos, y Judas se ve obligado a entregar Jerusalén.
- Lisias entonces asedia la ciudad. Justo cuando la capitulación de los macabeos parece inminente, Lisias tiene que abandonar cuando el comandante en jefe bajo el último rey seléucida, Antíoco IV, Filipo, se rebela contra él. Como resultado, Lisias decide proponer un acuerdo de paz que es aceptado por los macabeos. Los términos de la paz implican la restauración de la libertad religiosa, permiso para que los judíos vivan de conformidad con sus propias leyes y la devolución oficial del Templo de Jerusalén a los judíos.
- Demetrio I Sóter, el hijo del anterior rey seléucida, Seleuco IV Filopátor, escapa de Roma, donde había sido mantenido como rehén durante muchos años, y vuelve a Siria a reclamar el trono de su sobrino Antíoco V. En la posterior disputa, Antíoco y su regente, Lisias son derrotados y ejecutados por Demetrio, que entonces se establece a sí mismo en el trono seléucida.

#### Georgia
- El rey de la Iberia caucásica, Saurmag I, muere. Al no tener ningún hijo, le sucede su yerno, Mirian.

## Fallecimientos
- Antíoco V Eupátor, gobernante del Imperio Seléucida, quien ha reinado desde 164 a. C. (nacido alrededor de 173 a. C.).
- Lisias o Lusias, general seléucida y gobernante de Siria, regente de Antíoco V Eupátor.
- Saurmag I, rey de la Iberia caucásica.